# ジョージ・リード (オーストラリアの政治家)
サー・ジョージ・ハウストン・リード（Sir George Houstoun Reid、1845年2月25日 - 1918年9月12日）は、オーストラリアの政治家、外交官、第4代首相。自由貿易党所属。